# محمد اول (بازیکن فوتبال)
محمد اول (انگلیسی: Mahama Awal؛ زادهٔ ۱۰ ژوئن ۱۹۹۱) بازیکن فوتبال اهل کامرون است.
از باشگاه‌هایی که در آن بازی کرده‌است می‌توان به باشگاه چین جنوبی اشاره کرد.
وی همچنین در تیم ملی فوتبال هنگ کنگ بازی کرده‌است.